# فيكتور جينز
فيكتور جينز (بالإسبانية: Víctor Genés) هو مدرب كرة قدم ولاعب كرة قدم باراغواياني في مركز الوسط، ولد في 29 يونيو 1961 في أسونسيون في باراغواي، وتوفي بنفس المكان في 17 مارس 2019 بسبب نوبة قلبية. شارك مع منتخب باراغواي لكرة القدم. أما مع النوادي، فقد لعب مع سبورتيفو لوكوينو وسيرو بورتينيو ونادي غواراني ونادي ليبرتاد.

## وصلات خارجية
- فيكتور جينز على موقع قاعدة بيانات كرة القدم.إي يو (الإنجليزية)
- فيكتور جينز على موقع ناشيونال فوتبول تيمز (الإنجليزية)